# 위그아웃
위그 아웃(Wig Out)은 보드 게임 디자이너 Forrest Pruzan Creative가 디자인 한 패밀리 보드게임이다. 2004년, Gamewright에 의해 출시되었다. 게임은 2~6명이 할 수 있다.

## 게임 정보
위그 아웃은 2004년, Gamewright에서 출판되었으며, 배급사는 생각투자 주식회사이다. 사용연령은 6세 이상이고 게임인원은 2~6명, 게임시간은 10분 내외이다.
재미있고 아기자기한 일러스트가 그려져 있는 카드로 플레이 하는 게임이며 순발력이 중요한 게임이다.

## 게임의 구성
위그 아웃의 구성은 다음과 같다.
- 각각 다른 14명의 캐릭터 카드 5장씩 총 70장

## 목적
조건에 맞는 카드를 내려놓아 가장 먼저 자신의 카드를 모두 내려놓는 사람이 승리한다.
조건 1) 캐릭터 카드가 처음 게임판에 내려질 때는 같은 캐릭터 두장을 내려놓아야 한다.
조건 2) 게임 판에 카드가 오픈되어 있다면 한장을 내려놓을 수 있다.

## 게임 방법
- 시작과 동시에 순서 없이 카드를 조건에 맞게 내려 놓는다.
- 내려놓을 카드가 없다면 순서에 상관없이 더미에서 한장을 가져간다.
- 손에 있는 카드를 모두 먼저 내려놓는 사람이 승리한다.